# Comuna Novooleksandrivka, Bilovodsk
Novooleksandrivka (în ucraineană Новоолександрівка) este o comună în raionul Bilovodsk, regiunea Luhansk, Ucraina, formată din satele Novooleksandrivka (reședința), Stepove și Ternove.

## Demografie
Componența lingvistică a comunei Novooleksandrivka
     Ucraineană (50,19%)
     Rusă (49,5%)
     Alte limbi (0,13%)
Conform recensământului din 2001, majoritatea populației comunei Novooleksandrivka era vorbitoare de ucraineană (50,19%), existând în minoritate și vorbitori de rusă (49,5%).